# آخرین تولد
 آخرین تولد با نام قبلی کابل پلاک ۱۰، سقوط کابل فیلمی به نویسندگی و کارگردانی نوید محمودی و تهیه‌کنندگی جمشید محمودی محصول سال ۱۴۰۰ است. پروانه نمایش و قرارداد اکران این فیلم در خرداد ۱۴۰۲ در شورای صنفی نمایش ثبت و صادر شد.

## خلاصه داستان
داستان فیلم در زمانی که طالبان به قدرت بازگشته‌اند، آغاز می‌شود. در شهر کابل که پر از نگرانی و هراس است، محمد پدر خانواده سعی دارد تا زندگی طبیعی خود را در دورانی که طالبان در آن حکومت دارند، حفظ کند.

## بازیگران
- الناز شاکردوست
- پدرام شریفی
- شیدا خلیق
- آرمین رحیمیان
- سوگل خلیق
- نیلوفر کوخانی
- رضا بهبودی